# Depressão tropical Nove (2001)
A Depressão tropical nove causou pequenas inundações na América Central em setembro de  2001. O nono ciclone tropical da temporada de furacões no Atlântico de 2001, a depressão se desenvolveu a partir de uma onda tropical no sudoeste do Mar do Caribe em 19 de setembro. Sem intensificação significativa, a depressão atingiu Puerto Cabezas, Nicarágua no início de 20 de setembro, que foi cerca de seis horas depois de se tornar um ciclone tropical. Uma vez no interior da América Central, a depressão se deteriorou significativamente e se dissipou mais tarde naquele dia, após durar menos de 24 horas. Os remanescentes emergiram no Oceano Pacífico e mais tarde evoluíram para o furacão Juliette . O impacto da depressão foi mínimo. Embora os ventos sustentados em terra não tenham ultrapassado 30   mph (55 km/h), uma árvore caída feriu três crianças em El Salvador . Além disso, fortes chuvas inundaram pelo menos 200 casas em San Salvador e inundadas 15 fazendas. A depressão não resultou em mortes e os danos causados por ela são desconhecidos.

## História meteorológica
Uma onda tropical saiu da costa oeste da África e emergiu no Oceano Atlântico em 11 de setembro. Após seguir em direção ao oeste por cinco dias, a onda entrou no Mar do Caribe em 16 de setembro. A convecção aumentou constantemente em cobertura e intensidade, e em 19 de setembro, o sistema atingiu o sudoeste do Mar do Caribe.  Imagens de satélite e observações de superfície indicaram que a Depressão Tropical Nove se formou em 1800 UTC em 19 de setembro, enquanto localizado a 50 milhas (80 km) ao norte-noroeste da Ilha de San Andres.
Inicialmente, a depressão tinha dois centros de circulação, um a leste da Costa Rica e outro a leste de Puerto Cabezas, na Nicarágua. Como a atividade da tempestade era mais intensa e persistente na circulação norte, os avisos foram iniciados usando a última. Modelos de previsão de computador previram que a depressão atingiria a Nicarágua e, em seguida, entraria no oceano Pacífico oriental em 36   horas. Outros modelos de previsão de computador o separaram em dois sistemas, com o centro norte indo para a baía de Campeche e o centro sul indo para o oeste através da Costa Rica e no Pacífico, enquanto se fortalece em um "ciclone tropical significativo". Embora seja apenas uma depressão tropical, o fluxo de saída em níveis superiores foi circular e indicativo de um ciclone tropical mais "maduro".
Em 0000 UTC em 20 de setembro, a depressão atingiu a costa perto de Punta Cabezas, Nicarágua, com ventos de 35 mph (55 km/h) e o enfraquecimento foi previsto imediatamente. Três horas depois, o Centro Nacional de Furacões emitiu seu parecer final, pois o centro de nível inferior ficou mal definido devido à interação com as montanhas da América Central e a atividade de tempestades profundas diminuiu significativamente. O Centro Nacional de Furacões observou a possibilidade de regeneração, se a circulação entrasse no Oceano Pacífico em alguns dias.  Embora a depressão nunca tenha se desenvolvido novamente, a onda tropical remanescente emergiu no Oceano Pacífico e contribuiu para o desenvolvimento do furacão Juliette em 21 de setembro.

## Preparações e impacto
Após o desenvolvimento da depressão tropical, um alerta de tempestade tropical foi emitido de Bluefields, Nicarágua para Dangriga, Belize. Quando a depressão atingiu o continente, esse aviso foi interrompido. Os residentes em El Salvador foram aconselhados a evitar rios devido a possíveis inundações, mas nenhuma evacuação obrigatória foi feita. Um alerta verde foi emitido na Nicarágua devido à ameaça de fortes chuvas e ventos fortes. Este alerta permaneceu em vigor até 21 de setembro. Três crianças ficaram feridas por uma árvore caída no país. Os maiores ventos sustentados em terra pela depressão foram relatados em Punta Cabezas, Nicarágua, com ventos de 30 mph (50 km/h) e uma pressão mínima de 1 006 millibars (30 inHg) . Um total de 1,8 polegadas (46 mm) de chuva foi registado em Bluefields enquanto até 5,9 polegadas (150 mm) foi estimado para ter caído em áreas montanhosas.
Em El Salvador, as fortes chuvas da depressão ajudaram a aliviar as condições de seca; no entanto, a inundação também inundou 200 casas em San Salvador ao longo do rio Acelhuate . Quinze fazendas foram inundadas por enchentes, cinco das quais foram destruídas. Setenta pessoas foram evacuadas para abrigos construídos após a tempestade pela Cruz Vermelha local e pelas forças armadas. Tripulações militares foram rapidamente destacadas para ajudar a limpar os danos em 22 de setembro. Embora tenha passado pela América Central, não há relatos de danos ou mortes na região devido à depressão tropical.